# 墨脱树蜥
墨脱树蜥（学名：Calotes medogensis）为鬣蜥科树蜥属的爬行动物，是中国的特有物种。分布于西藏等地，多见于灌木丛生的向阳山坡。其生存的海拔范围为910至910米。该物种的模式产地在西藏墨脱。其种加词“medogensis”意为“西藏墨脱的”。

## 保护
本种于2023年被收录入《有重要生态、科学、社会价值的陆生野生动物名录》。